# Giurtelecu Șimleului

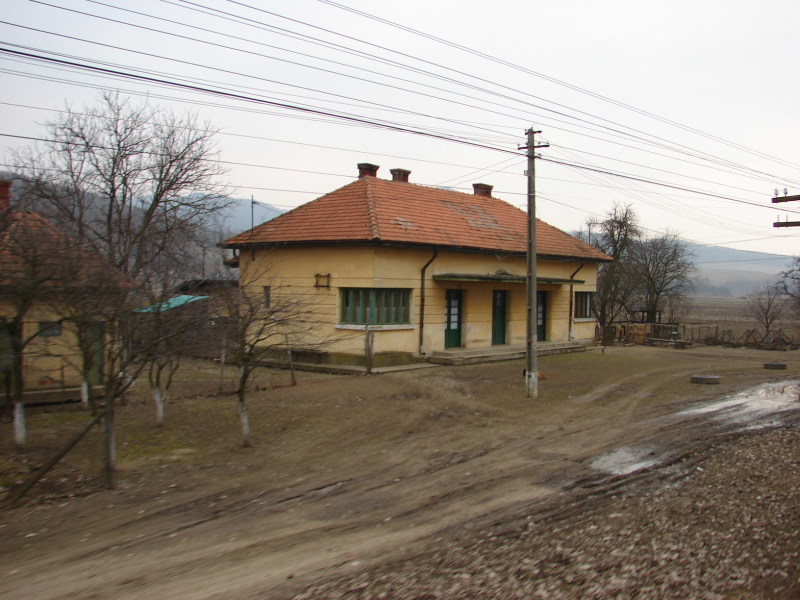

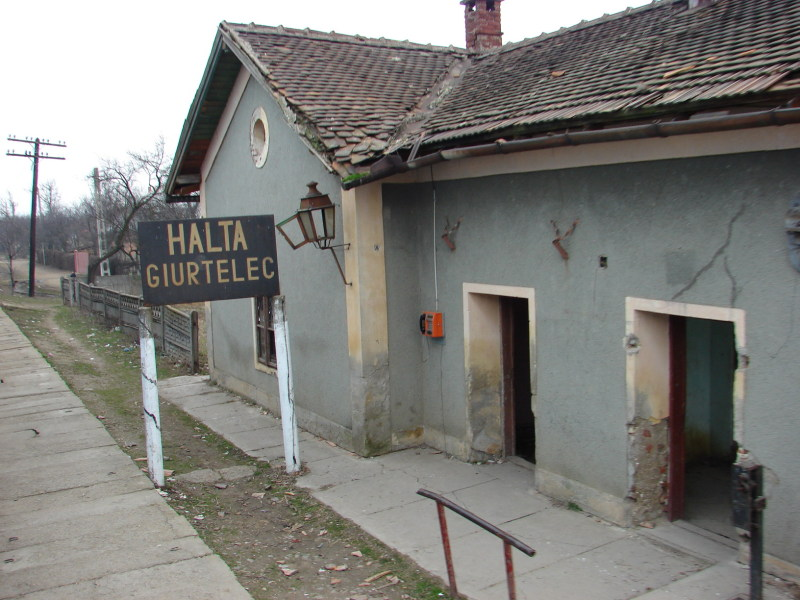

Giurtelecu Șimleului (deutsch Wüst-Görgen, ungarisch Somlyógyőrtelek oder einfach Győrtelek) ist ein Dorf im Kreis Sălaj im Kreischgebiet, Rumänien. Es ist Teil der Gemeinde Măeriște.
Umgangssprachlich wird Giurtelecu Șimleului auf rumänisch auch Giurtelec oder Giurtelecu genannt. Der Ort ist auch unter der ungarischen Bezeichnung Győrtek bekannt.

## Lage und Geographie
Giurtelecu Șimleului liegt im nordwestlichen Teil des Kreises Sălaj im  Becken des Flusses Crasna, am Fuße des Berges Coasta lui Damian. Diese Anhöhung ist ein Teil des Măgura Șimleului-Massivs, welches zu dem Apuseni-Gebirge gehört. Die Coasta lui Damian ist das natürliche Wahrzeichen von Giurtelecu Șimleului. An der Dorfstraße (drum comunal) DC 105 und einer Nebenbahnstrecke von Săcueni nach Sărmășag, befindet sich der Ort etwa 4 Kilometer südlich des Gemeindesitzes Măeriște und etwa 35 Kilometer nordwestlich von der Kreishauptstadt Zalău (Zillenmarkt) entfernt.

## Geschichte
Auf dem Gebiet des Dorfes, von den Einheimischen Dâmbul Radului genannt, bezeugen archäologische Funde eine Besiedlungen in der Region in der frühen Bronzezeit.
Traditionell war die Siedlung multiethnisch geprägt; es wurden verschiedene Sprachen gesprochen und unterschiedliche Religionen praktiziert. Laut Volkszählung von 1715 waren 36 Einwohner Rumänen, 27 Ungarn und 9 Deutsche. Die Volkszählung von 1720 ergab 45 Rumänen, 36 Ungarn und 9 Slowaken. Ab dem 19. Jahrhundert bekannte sich die deutliche Mehrheit der Bewohner zur rumänischen Nationalität.

## Einwohner
| Jahr | Einwohner |
| ---- | --------- |
| 2021 | 795       |
| 2007 | 1.351     |
| 2002 | 1.055     |
| 1992 | 1.149     |
| 1920 | 1.395     |
| 1910 | 1.322     |
| 1900 | 1.216     |
| 1890 | 1.059     |
| 1880 | 996       |
| 1869 | 1.190     |
| 1847 | 684       |
| 1750 | 231       |
| 1720 | 90        |
| 1715 | 72        |